# Покрывало (микология)

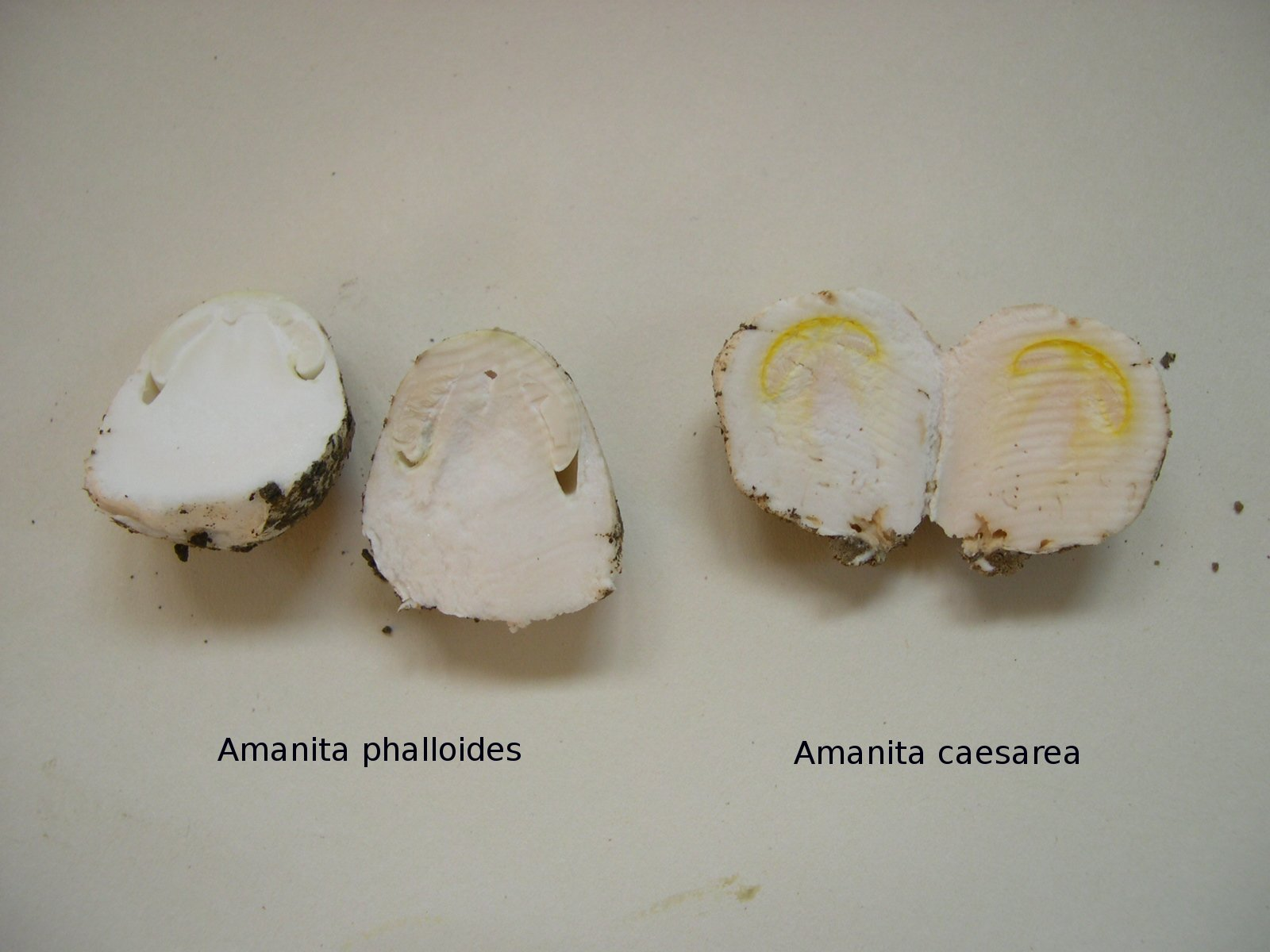
Бледная поганка и цезарский гриб. Молодые плодовые тела, покрытые оболочками

Ве́лум (лат. velum), или покрыва́ло — оболочка, защищающая в молодом возрасте плодовое тело гриба. Различают о́бщее покрыва́ло (лат. velum universale), закрывающее плодовое тело целиком, и ча́стное покрыва́ло (лат. velum partiale), закрывающее только нижнюю поверхность шляпки с гимениальным слоем.
При росте гриба покрывала разрываются и остаются на плодовом теле в виде колец и вольвы на ножке, различных чешуек и лоскутов, покрывающих шляпку. Наличие остатков покрывал и их признаки важны для определения грибов.

## Типы покрывал
Покрывала встречаются следующих типов:
- Плёнчатые (кожистые)
- Паутинистые и волокнистые (корти́на)
- Слизистые

Плёнчатые покрывала наиболее заметны и по их наличию и признакам легко идентифицировать многие виды грибов. 

Остатки паутинистого покрывала обычно малозаметны, в виде ворсинок по краю шляпки, иногда бывают волокнистые или войлочные кольцевые зоны на ножке, которые окрашиваются прилипшими спорами. 

Слизистые покрывала чаще всего при росте гриба полностью исчезают.

## Остатки покрывал

### Вольва
Вольва (влагалище) остаётся после разрывания общего покрывала, имеет вид плёнчатой обёртки или обрывков в нижней части ножки гриба. Её главные признаки: свободная или приросшая к ножке, цельная или в виде разорванных лоскутов, размеры.

### Кольцо
Кольцо — остаток частного покрывала в верхней или средней части ножки. Кольцо может закрепляться на ножке или быть подвижным, у зрелых грибов подвижное кольцо иногда полностью исчезает. Для различения близких видов важным признаком является характер верхней поверхности кольца — она может быть гладкой или штриховатой (складчатой, полосатой), со следами от плотно прижатых пластинок.

### Другие
Кроме вольвы, от общего покрывала обычно остаются обрывки на кожице шляпки в виде плёнок или «бородавок», чаще всего они бесцветны или слабоокрашены. У многих мухоморов они хорошо заметны на фоне яркой или тёмной шляпки, на грибах со светлой шляпкой (мухомор вонючий, бледная поганка) их обнаружить труднее.
Частное покрывало может иногда оставлять лоскуты, свисающие с краёв шляпки (у некоторых строфариевых).

## Галерея

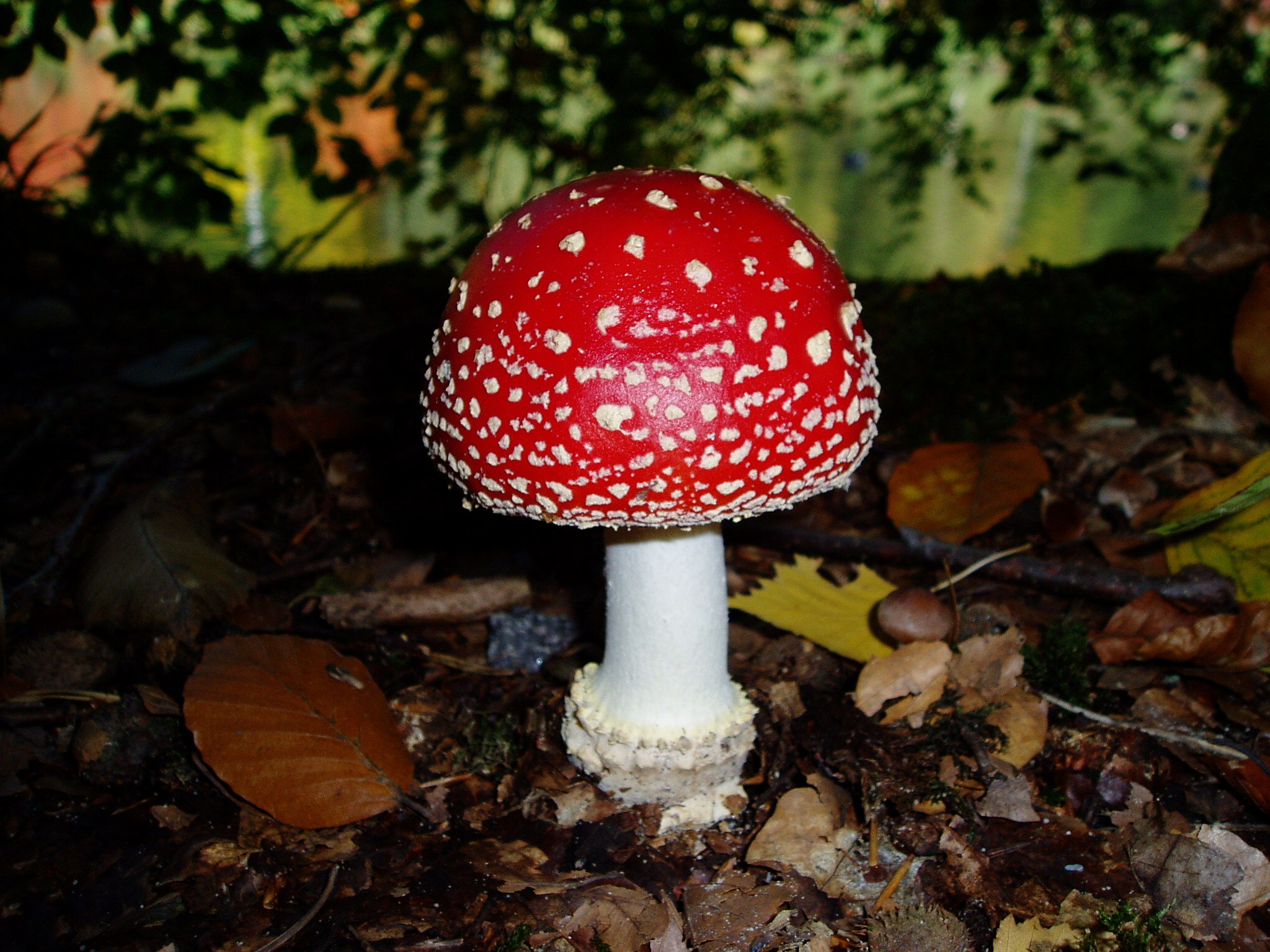
Мухомор красный. Хрупкая приросшая вольва и хлопья на шляпке — остатки общего покрывала
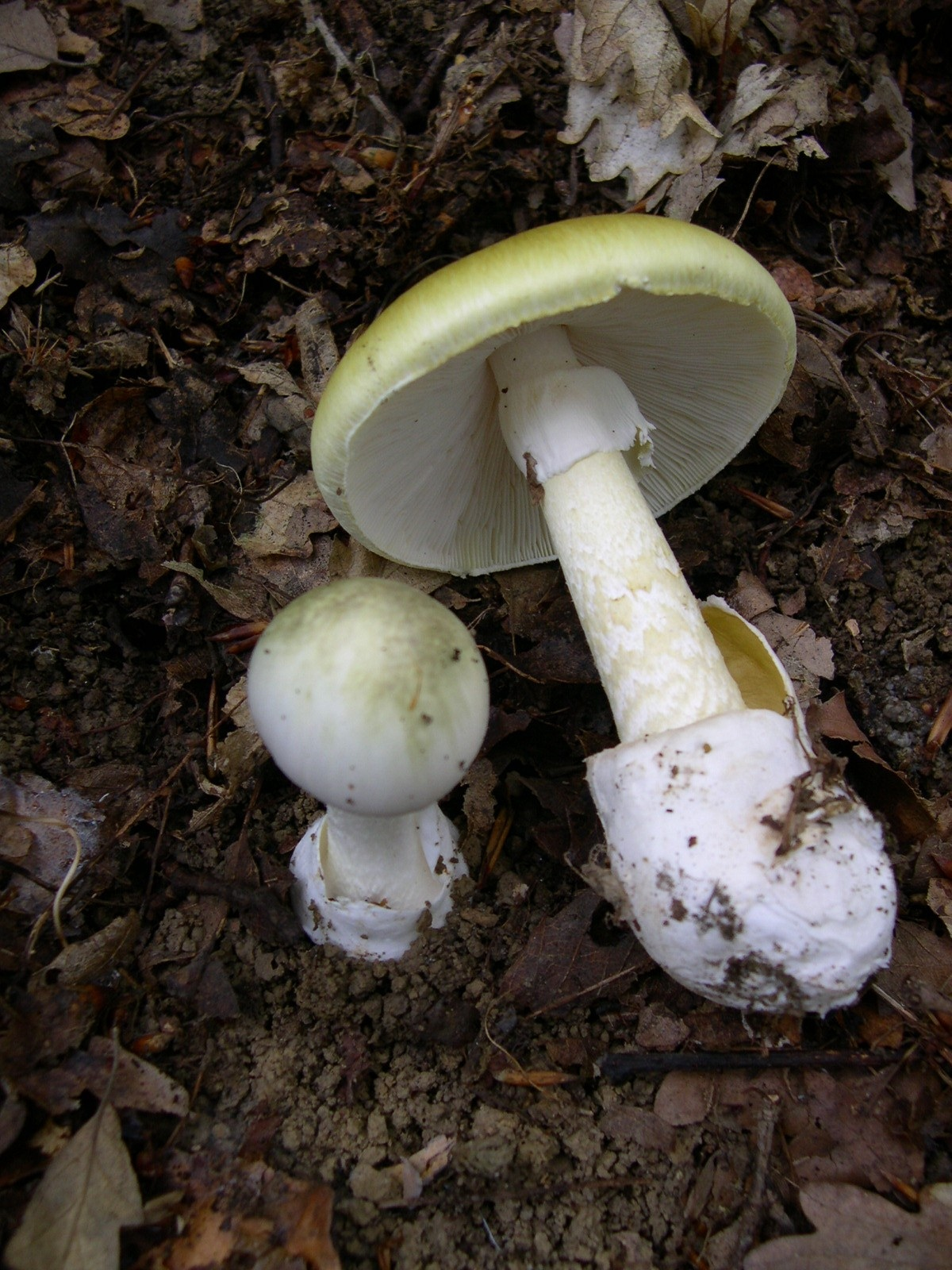
Бледная поганка. Кольцо и свободная вольва
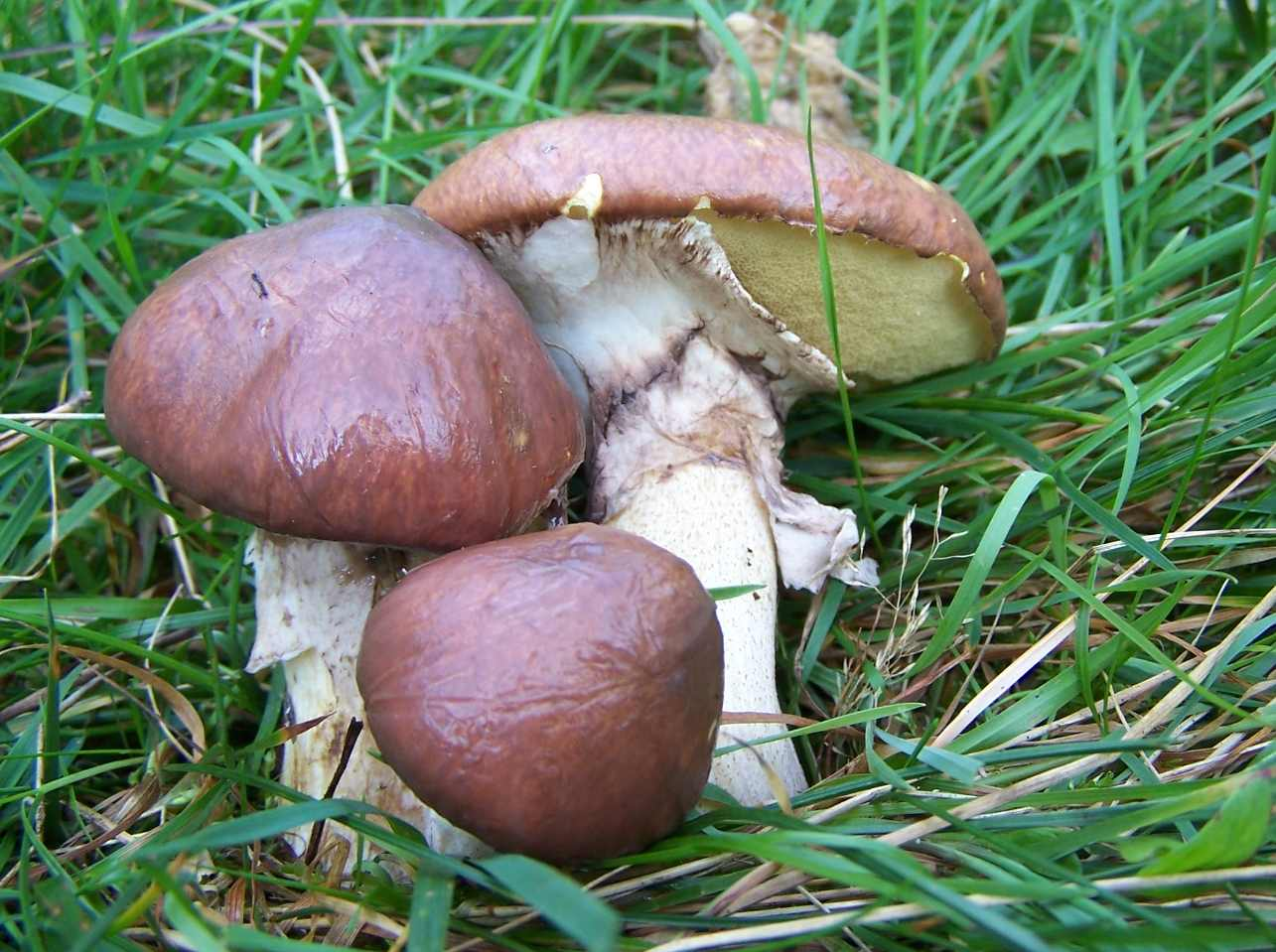
Маслёнок настоящий с плёнчатым частным покрывалом
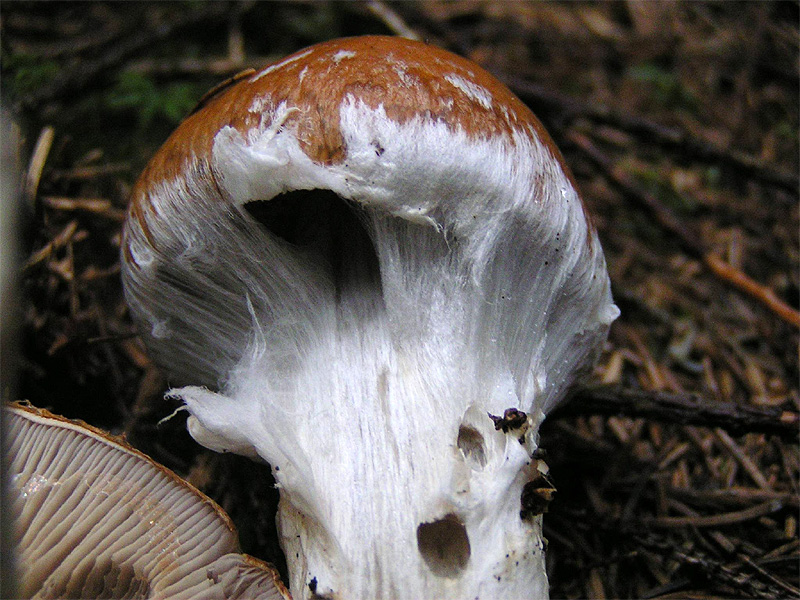
Паутинник Cortinarius claricolor с паутинистым покрывалом
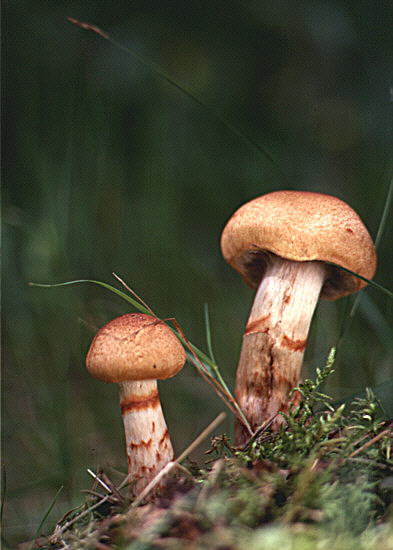
Паутинник браслетчатый с кольцевой зоной, окрашенной выпавшими спорами
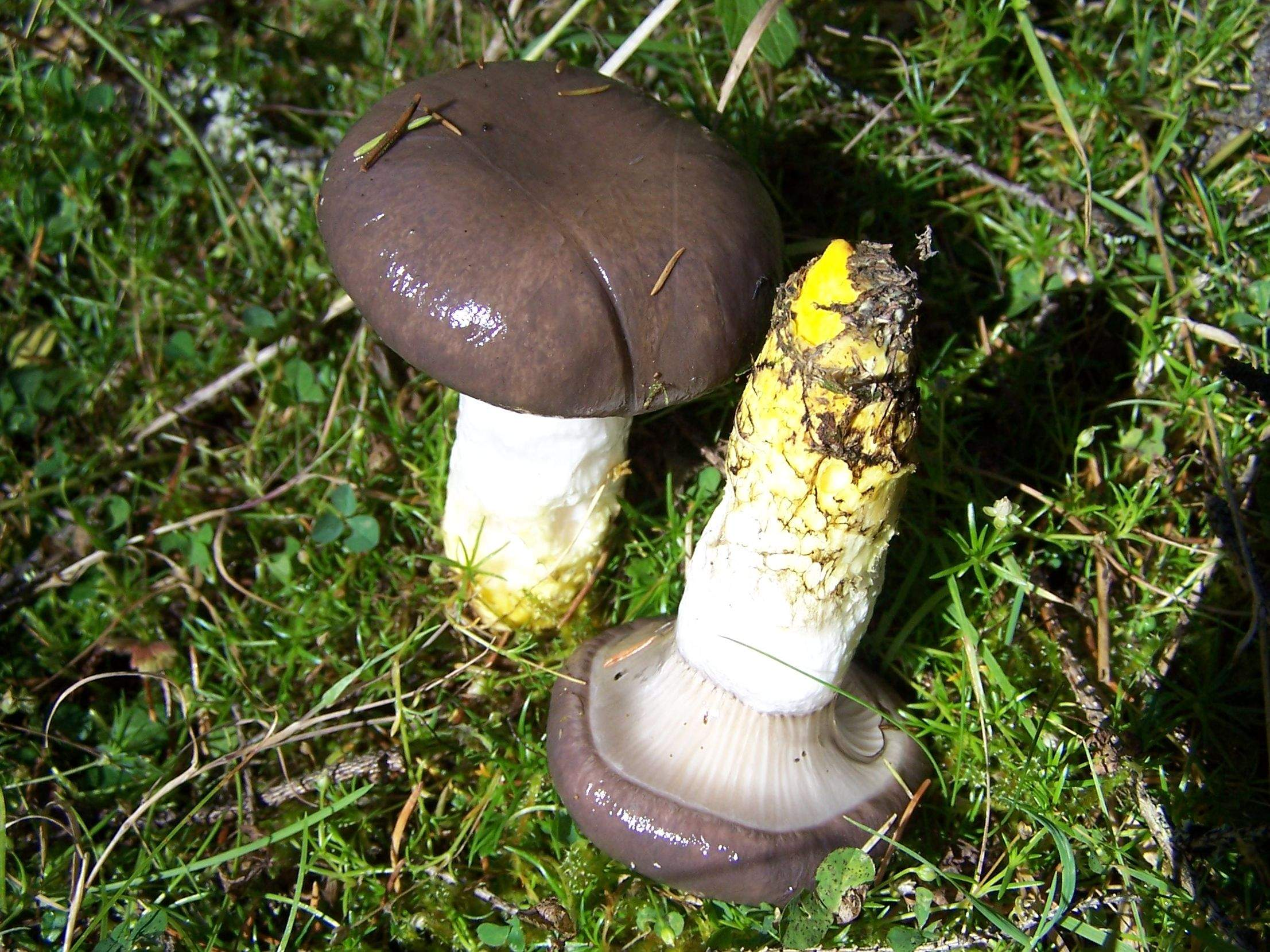
Мокруха еловая со слизистым частным покрывалом
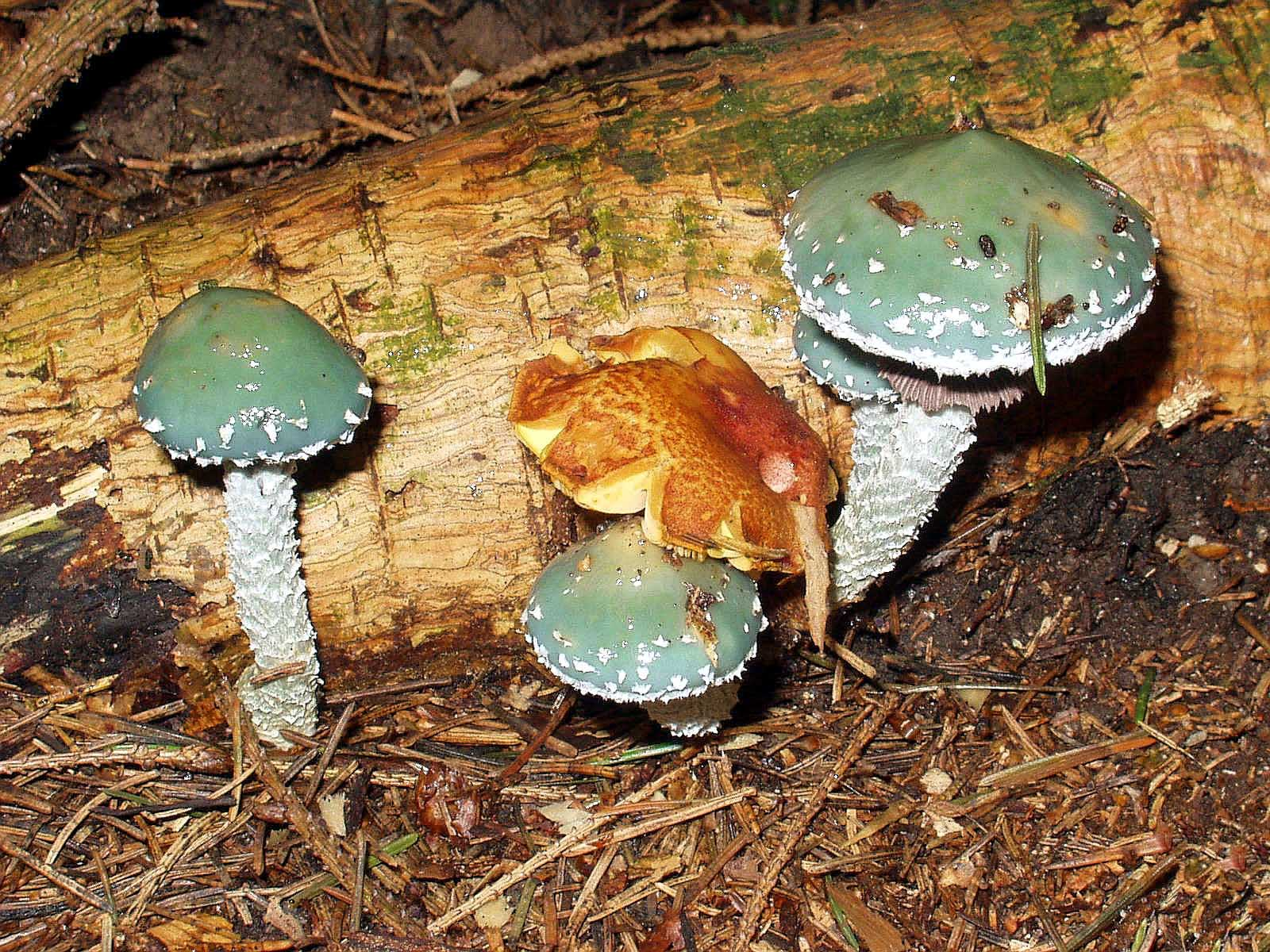
Строфария сине-зелёная. Окрашенное складчатое кольцо и хлопья на краю шляпок — остатки частного покрывала